# Patricia Soltysik
Patricia Monique Soltysik, detta Mizmoon (Goleta, 17 maggio 1950 – Los Angeles, 17 maggio 1974), è stata una terrorista e criminale statunitense, fondatrice dell'Esercito di Liberazione Simbionese.

## Biografia
Era la figlia di un farmacista, la terza di sette figli, la maggiore di cinque ragazze. Cresciuta a Goleta, in California, si è diplomata alla Dos Pueblos High School nel 1968 dove brillava per gli ottimi voti (era tra i dieci studenti migliori) ed aveva ottenuto l'incarico di tesoriere dell'istituto.
Iscrittasi all'università di Berkeley, nel 1968 prese parte ad una protesta antigovernativa nota come "giovedì di sangue" in cui un manifestante rimase ucciso: in seguito a questo episodio, divenne una militante dell'estrema sinistra e una femminista radicale. In quel periodo iniziò una storia d'amore con la sua vicina di casa Camilla Hall e le venne affibbiato il soprannome di "Mizmoon".
Nel 1973 fondò l'Esercito di Liberazione Simbionese insieme a Donald DeFreeze. Con questa organizzazione criminale si rese protagonista, oltreché di numerose rapine e atti di violenza, anche dei tre episodi più controversi che la riguardarono: l'omicidio di Marcus Foster, il rapimento di Patty Hearst, l'assassinio di Myrna Opsahl.

### Morte
Il 17 maggio 1974, mentre si trovava in una casa con altri cinque esponenti dell'ELS, venne braccata da una pattuglia del Los Angeles Police Department: a seguito degli scontri, morì a causa delle inalazioni di fumo e delle ustioni che aveva sul corpo.